# Tituly a vyznamenání Ivana Stěpanoviče Koněva

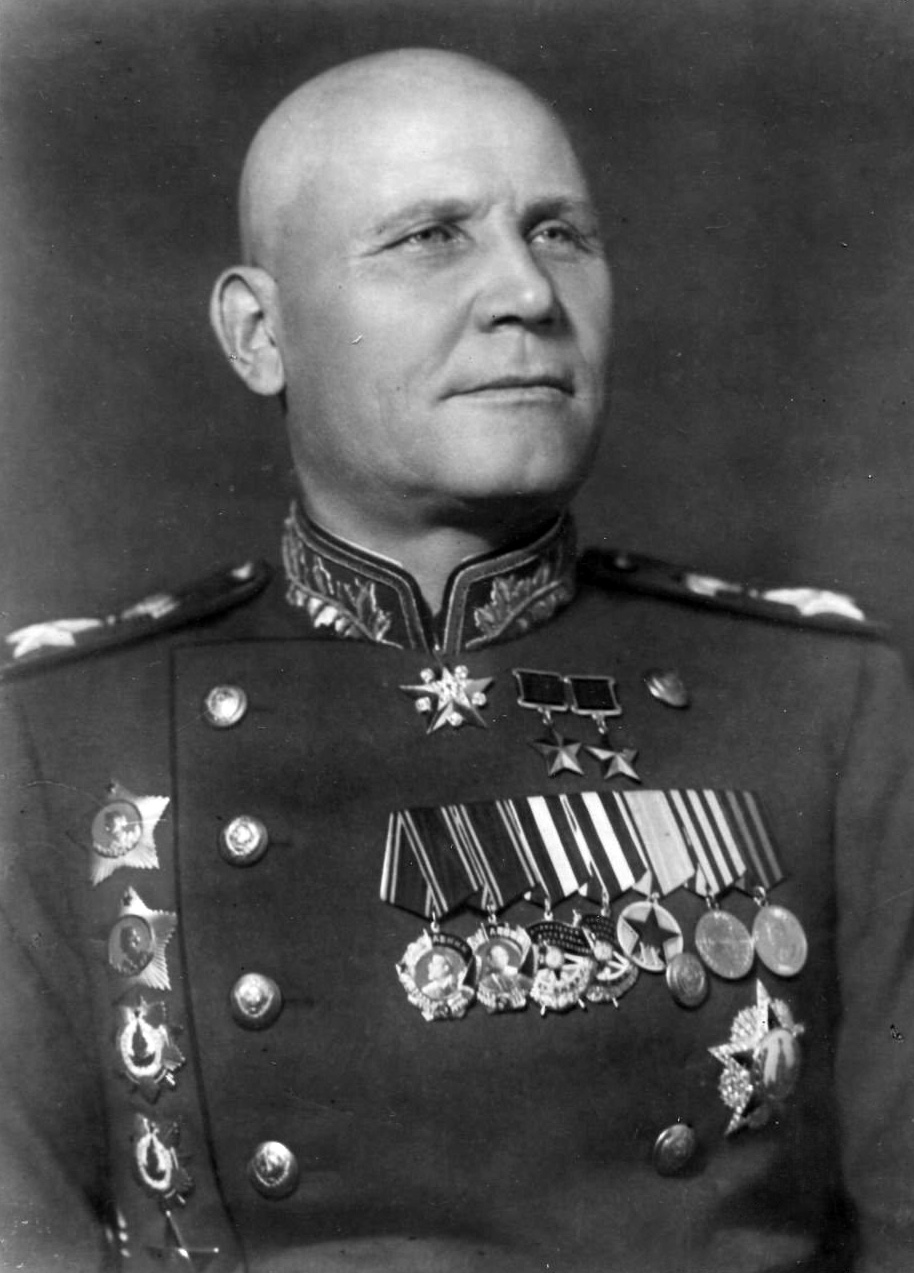
I. S. Koněv v uniformě zdobené řadou vyznamenání, 1945

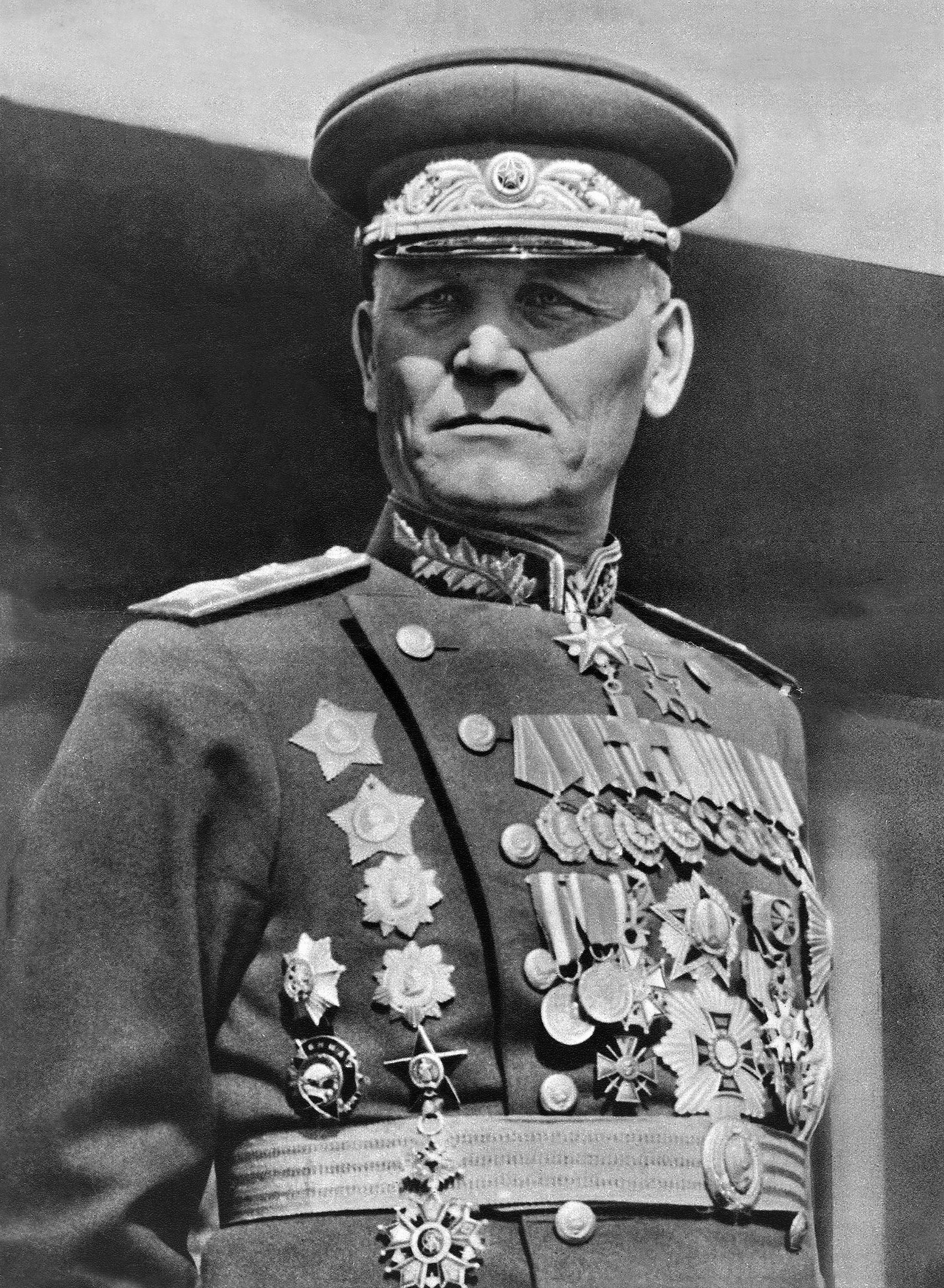
I. S. Koněv v uniformě s řadou vyznamenání

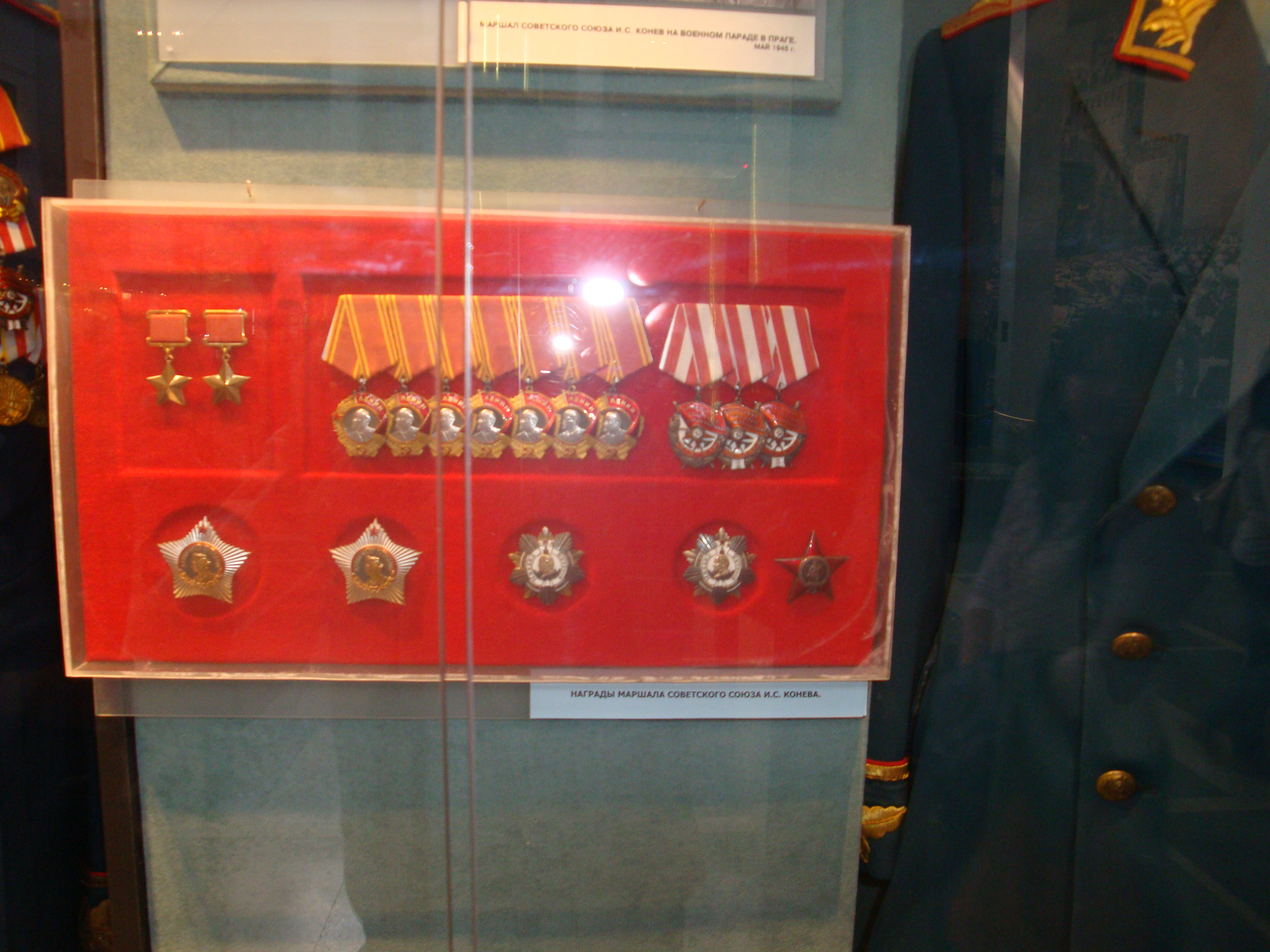
Sovětská vyznamenání patřící I. S. Koněvovi v expozici moskevského muzea

Maršál Sovětského svazu Ivan Stěpanovič Koněv, Hrdina Sovětského svazu a Hrdina ČSSR, obdržel během svého života řadu sovětských i zahraničních řádů a medailí.

## Vojenské hodnosti
- velitel divize – 26. listopadu 1935[1]
- velitel sboru – 22. února 1938[1]
- generálporučík – 4. června 1940[1]
- generálplukovník – 11. září 1941[1]
- armádní generál – 26. srpna 1943[1]
- maršál Sovětského svazu – 20. února 1944[1]

## Vyznamenání

### Sovětská vyznamenání

#### Čestné tituly
- Hrdina Sovětského svazu – 29. července 1944 (č. 4600) a 1. června 1945 (č. 55)

#### Řády
- Leninův řád – udělen sedmkrát – 29. července 1944, 21. února 1945, 27. prosince 1947, 18. prosince 1956, 27. prosince 1957, 27. prosince 1967 a 28. prosince 1972
- Řád Říjnové revoluce – 22. února 1968
- Řád rudého praporu – udělen třikrát – 22. února 1938, 3. listopadu 1944 a 20. června 1949
- Řád vítězství (č. 4) – 30. března 1945
- Řád Suvorova I. třídy – udělen dvakrát – 27. srpna 1943 a 17. května  1944
- Řád Kutuzova I. třídy – udělen dvakrát – 9. dubna 1943 a 28. července 1943
- Řád rudé hvězdy – 16. srpna 1936

#### Medaile
- Medaile 20. výročí dělnicko-rolnické rudé armády – 22. února 1938
- Medaile Za obranu Moskvy – 1. května 1944
- Medaile za vítězství nad Německem ve Velké vlastenecké válce 1941–1945 – 1945
- Medaile Za dobytí Berlína – 9. června 1945
- Medaile Za osvobození Prahy – 9. června 1945
- Pamětní medaile 800. výročí Moskvy – 21. září 1947
- Medaile 30. výročí sovětské armády a námořnictva – 22. února 1948
- Medaile 40. výročí Ozbrojených sil SSSR – 17. února 1958
- Jubilejní medaile 20. výročí vítězství ve Velké vlastenecké válce 1941–1945 – 1965
- Medaile 50. výročí Ozbrojených sil SSSR – 1968
- Medaile 100. výročí narození Vladimira Iljiče Lenina

### Zahraniční vyznamenání
- Bulharsko
  -  Řád Bulharské lidové republiky I. třídy
- Československo
  -  Hrdina Československé socialistické republiky – 30. dubna 1970[2]
  -  Řád Klementa Gottwalda – 30. dubna 1970[3]
  -  Řád Bílého lva I. třídy, vojenská divize – 6. června 1945[4][5]
  -  Řád Bílého lva za vítězství I. třídy – 1945[4]
  -  Československý válečný kříž 1939
- Čína
  -  Medaile čínsko-sovětského přátelství
- Francie
  -  velkodůstojník Řádu čestné legie
  -  Croix de Guerre 1939–1945
- Jugoslávie
  -  Řád partyzánské hvězdy
- Maďarsko
  -  Řád svobody
  -  Řád za zásluhy Maďarské lidové republiky
- Mongolsko
  -  Hrdina Mongolské lidové republiky – 7. května 1971
  -  Süchbátarův řád – udělen dvakrát – 1961 a 1971
  -  Řád rudého praporu
- Polsko
  -  Řád grunwaldského kříže I. třídy
  -  velkokříž Řádu Virtuti Militari
  -  velkokříž Řádu znovuzrozeného Polska
- Spojené království
  -  čestný rytíř-komandér Řádu lázně – 1945
  -  Vojenský kříž
- Spojené státy americké
  -  Legion of Merit
- Východní Německo
  -  Vlastenecký záslužný řád ve stříbře